# Rotštejn
Rotštejn (en alemán: Rothenstein) son las ruinas de un castillo de roca a unos 9 kilómetros (6 millas) al este de Turnov en el borde de la Reserva Natural "Klokočské skály". El castillo fue parcialmente construido con muros de piedra y parcialmente tallado en las rocas de arena sobre las que se encuentra. 

## Historia
El castillo fue construido poco antes de 1250 por miembros de la familia Markwartic. El primer propietario fue Jaroslav de Hrutwice, hoy en día llamado Hruštice, quien construyó el castillo para su hijo Vok de Rotštejn. El segundo de sus hijos, Zdeněk, construyó el castillo Waldstein y así se convirtió en el creador de la familia Waldstein.
En 1360 el castillo estaba en posesión de Ješek de Rotštejn, quien obtuvo el permiso de Carlos IV para organizar un mercado semanal en el pueblo cercano de Klokočí. En el año 1415 la familia Rotštejn se extinguió y todo el patrimonio cayó en manos de Ondřej y Vaněk Paldra Varina, quien después eran los propietarios de todo el patrimonio durante las guerras husitas. El castillo probablemente no fue incendiado por los husitas, a diferencia de otros castillos vecinos, como por ejemplo castillo el Návarov o el castillo Waldstein, porque más tarde, después del año 1530 Vaněk regresó y encontró el castillo en estado habitable. Según otras fuentes, el castillo fue conquistado en 1426, pero su entonces propietario vivía en una granja en el pueblo cercano de Klokočí. Pero la presencia husita en el castillo no es confirmada por hallazgos arqueológicos ni fuentes escritas. En una mención escrita posterior de 1540, se reporta como abandonado, con rocas y paredes demolidas en el patio.
La erosión natural también contribuyó a deterioro adicional de las rocas areniscas. En un informe de venta de 1514 el castillo fue considerado abandonado con paredes derruidas y rocas derribadas en el patio. Durante la guerra de los Treinta Años a principios del siglo XVII, este sitio fue utilizado como refugio para la gente quien se escondieron allí de los soldados. Paulatinamente se convirtió en un complejo único de asentamientos aldeanos.

## Progreso de la construcción
Rotštejn era un castillo rocoso con elementos distintivos de la arquitectura de ladrillo. Las rocas adyacentes también sirvieron como un sistema de defensa. Los elementos de seguridad se complementan con los medios habituales como pasarelas, puentes o bastiones. Estos elementos estructurales de seguridad, aunque se han conservado, solo se pueden ver en los nichos tallados. 
Todos los edificios del castillo desaparecieron. Afortunadamente, la forma del castillo se conservó en documentos escritos. 
El Asociación para la Protección de las rocas Klokočsé, liderada por la castellana H.T. Hlubučková, cuida la ruina del castillo desde el año 1988. Se han construido varias pasarelas y caminos de madera, a través los que los visitantes pueden llegar a la cima del castillo y disfrutar de un magnífico panorama de las rocas Klokočské. El área del castillo también sirve como un pequeño centro para la educación ambiental y ecológica. La entrada es voluntaria como para todos (grupos incluidos), pero la suma mínima se fue estableciada en 35 CZK/1 adulto, los niños de menos 6 años gratis y los niños de 6 a 12 años 25 CZK/persona.

## Leyendas
Según la leyenda, el tesoro estaba oculto debajo de Rotštejn. Varias personas de los alrededores se reunieron para buscarlo un viernes de Pascua. Ese día, la tierra se agrietó y se apareció un montón de dinero. Y después los llamas azules fueron bailando en el montón de oro. Todos perdieron su coraje. Solo uno de ellos se atrevió a ir por el tesoro. La tierra se cerró sobre él y él durmió junto con el tesoro. Cuando despertó, ya no lo pudo ver. Él había estado buscando un camino a casa por algún tiempo antes de encontrarlo y regresar a casa. Resultó que se había ido de casa por un año, y sus vecinos ya lo privaron del tesoro descubierto. Solo por período muy breve, disfrutó de lo que la gente le había entregado honestamente y después emprendió su último viaje, donde el dinero no tiene valor y donde al hombre acompaña solo los tesoros de su corazón.
- Basaso en el libro Mitos y las leyendas del Paraíso Checo,
10 paradas en el Paraíso Checo

## Enlaces

### Referencia
- Datos: Q631338
- Multimedia: Rotštejn / Q631338